# Choice Hotels
Choice Hotels International, Inc. er en amerikansk multinational hotelkoncern med hovedkvarter i Rockville, Maryland. De ejer mere end 15 hotel-mærker, som andre virksomheder kan benytte efter franchise-modellen. I alt er der 7.100 hoteller i over 40 lande under Choice Hotels-koncernen.